# مارتن نيلسن (سياسي)
مارتن نيلسن (بالدنماركية: Martin Nielsen) هو سياسي دنماركي، ولد في 12 ديسمبر 1900 في Gødvad Parish ‏ في الدنمارك، وتوفي في 1962. نشط حزبياً في الحزب الشيوعي في الدنمارك ‏. وقد انتخب عضو فولكتنغ ‏.